# Paglat
Paglat é um município de  - na província Maguindanao do Sul, nas Filipinas. De acordo com o censo de 1 de maio  de  2020 possui uma população de 18 727 pessoas e 3 093 domicílios.